# Marnan-Brücke
Die Marnan-Brücke (persisch پل مارنان, IPA:pol ɛ mɑɾnɑn) ist eine historische Steinbogenbrücke in der iranischen Stadt Isfahan. Die aus Ziegelsteinen gemauerte Brücke stammt aus der Safawiden-Ära, aber ihre Gründung ist älter und wahrscheinlich so alt wie Pol-e Schahrestan, die aus der sassanidischen Periode stammt.